# 선린교
선린회(善隣會)는 리키히사 닷사이(力久辰齊)가 창시한 일본의 신흥 종교 단체이다.
한국인 원폭(原爆) 피해자를 돕는 많은 활동을 하였으며 옛날 일본이 한국에 저지른 죄과의 참회를 표방하여 호응을 얻고 있다.